# Công ty xe đạp Schwinn
Công ty xe đạp Schwinn là một thương hiệu xe đạp được kỹ sư gốc Đức, Ignaz Schwinn (1860–1945) sáng lập năm 1895 tại Chicago. Sau khi ra đời và phát triển, hãng Schwinn đã dần thống trị thị trường sản xuất xe đạp Hoa Kỳ gần như suốt thế kỷ 20. Năm 1992, công ty phá sản và được hãng xe đạp Pacific Cycle của tập đoàn Dorel Industries mua lại.

## Xe scooter
Bắt đầu từ năm 2005, Schwinn tung ra thị trường mẫu xe máy scooter dưới thương hiệu Schwinn Motorsports. Tuy nhiên, xe đã bị ngừng sản xuất vào năm 2011.

## Thiết bị và phụ tùng
Schwinn cũng cung cấp một số trang thiết bị đi kèm như: mũ bảo hiểm (xe đạp), yên, rơ moóc, hay xe đẩy trẻ em.

## Hình ảnh

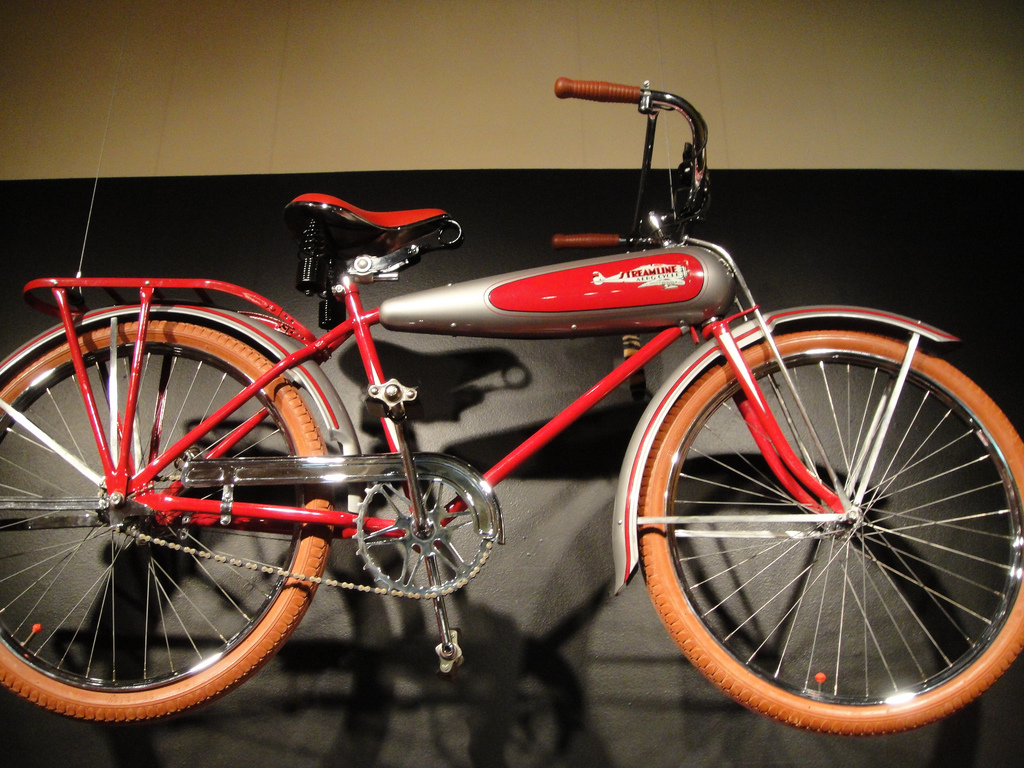
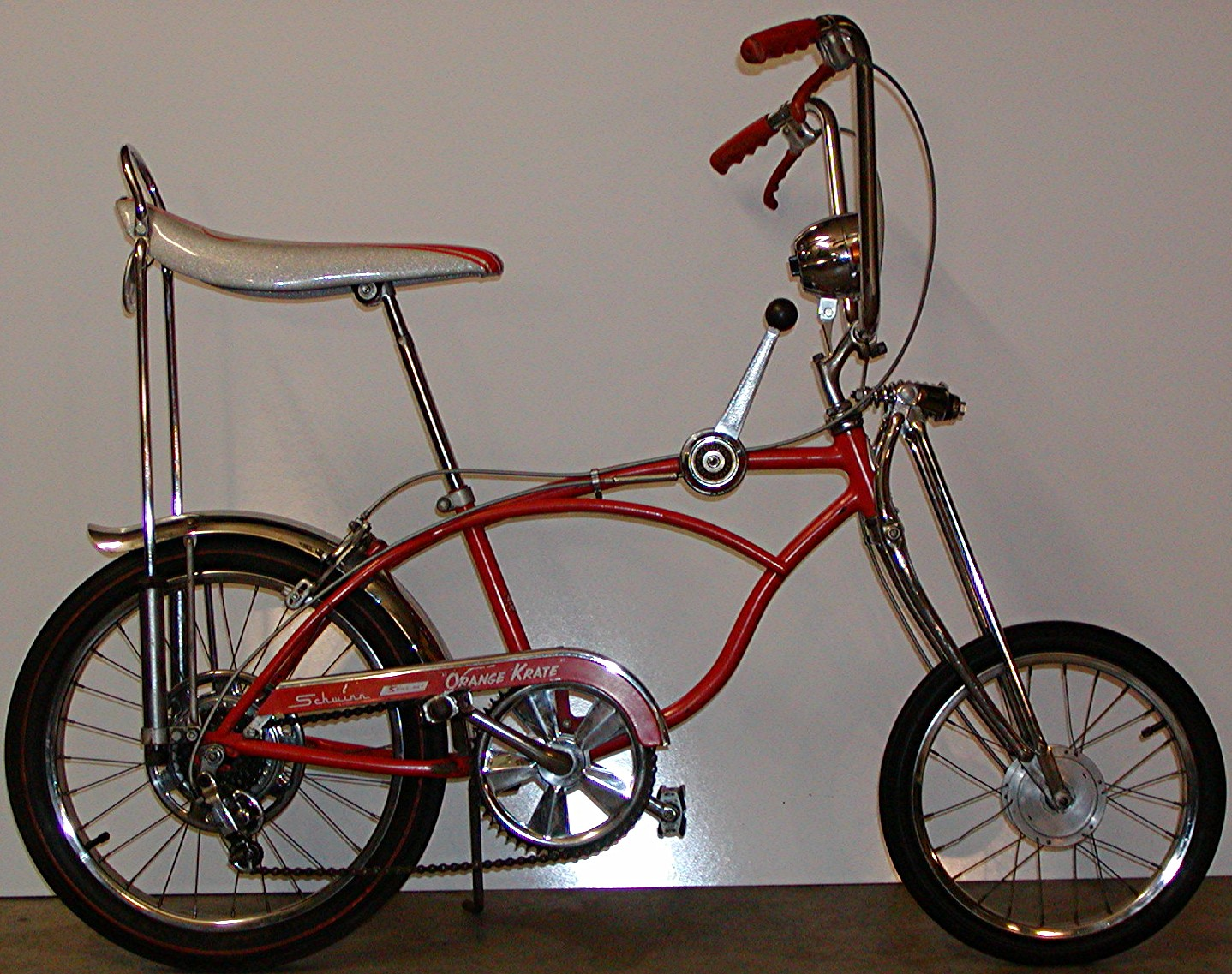
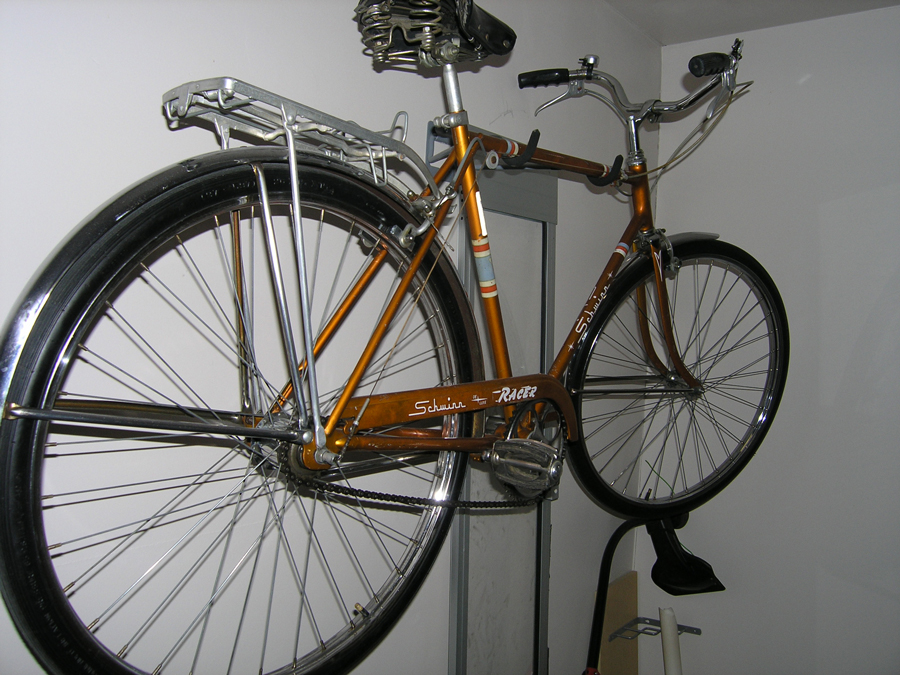
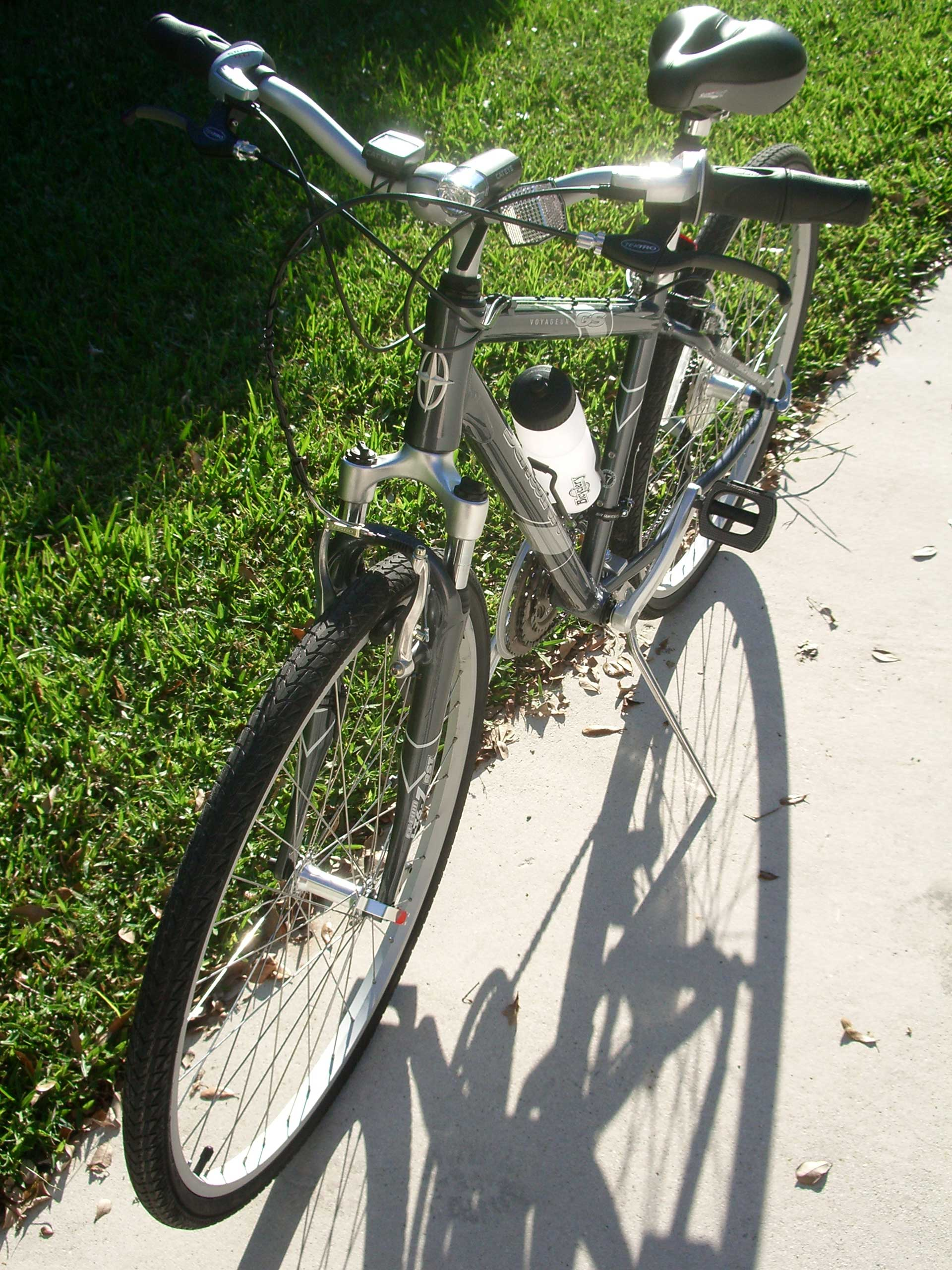